# TT150
La tombe thébaine TT 150 est située à Dra Abou el-Naga, dans la nécropole thébaine, sur la rive ouest du Nil, face à Louxor en Égypte.
C'est la sépulture d'Ouserhet (Wsr-hȝ.t), surveillant du bétail d'Amon, datant de la fin de la XVIIIe dynastie.